# エース・オースチン
オースティン・ジェームズ・ハイリー （英: Austin James Highley, 1997年2月28日 - ） は、アメリカ合衆国のプロレスラー。エース・オースティン（Ace Austin）のリングネームで知られる。

## 経歴

### 新日本プロレス
2022年5月に新日本プロレスが主催するBEST OF THE SUPER Jr.に、インパクトレスリング代表として参戦した。
2022年6月3日、優勝決定戦でジェイ・ホワイト率いるヒール軍団BULLET CLUBに加入した。

## 得意技

### フィニッシュ・ホールド
ザ・フォールド
前傾姿勢の相手に対し、走り込んでから自らジャンプと同時に相手の首元を両手でクラッチし、前方回転しながら後頭部をマットに叩きつける変形ネックブリーカー。高い跳躍から繰り出す説得力抜群のオリジナル・フィニッシャー。

### 飛び技
ソア・トゥ・グローリー
場外にいる相手に対し、反対側のロープから走り込み、体を捻って後ろ向きで踏み込んでトップロープ超えた後方宙返りから体を浴びせるノータッチ式変形ケブラーダ。

### 反則技
カードによるスクラッチ攻撃
コスチュームなどに隠し持っていたカードでレフェリーの見えないところで背中や指をカードで引っ掻く反則技。